# Koszmosz–228
A Koszmosz–228 (oroszul: Космос 228) Koszmosz műhold, a szovjet műszeres műhold-sorozat tagja. Harmadik generációs (11F690 típusú)  Zenyit–2M (oroszul: Зенит-2М) típusú felderítő műhold.

## Küldetés
Kialakított pályasíkja mentén alacsony felbontású fotófelderítést, műszereivel atomkísérletek ellenőrzését végezte. A Szojuz űrhajók rendszereinek működését, az emberes űrrepülés feltételeit segítette.

## Jellemzői
Az OKB–1 tervezőirodában kifejlesztett és építését felügyelő műhold. Üzemeltetője a moszkvai MO (Министерство обороны) minisztérium.
1968. június 21-én a Bajkonuri űrrepülőtér indítóállomásról egy Voszhod (8K71) rakétával juttatták Föld körüli, közeli körpályára. Az orbitális egység pályája 88,9 perces, 32 fokos hajlásszögű, az elliptikus pálya perigeuma 205 kilométer, apogeuma 245 kilométer volt. Hasznos tömege 5900 kilogramm. A sorozat felépítését, szerkezetét, alapvető fedélzeti rendszereit tekintve egységesített, szabványosított űreszköz. Áramforrása kémiai akkumulátor. Szolgálati élettartama 12 nap.
Teljes hossza 4.3 méter, átmérője 2.3 méter, végei csonkakúppal záródnak. Hővédő rendszerrel ellátott. Műszerei hermetikus térben elhelyezettek, sűrített nitrogénnel stabilizálva. Fotókapszulájának visszatérését fékező rakétaegység segítségével biztosították. Fotófelderítő eszköze Ftor RZ-2 (oroszul: Фтор-2 РЗ), 10 méteres felbontású, 1500 képalkotásra alkalmas.
1968.július 3-án 12 napos szolgálat után, filmkapszulája földi parancsra belépett a légkörbe és hagyományos – ejtőernyős leereszkedés – módon visszatért a Földre.